# 庫克薩優里語
庫克薩優里語（ Kuuk Thaayorre ），是一種在約克角半島使用的澳洲原住民語言。
2006年的資料顯示，每350位族人之中約有250位族人使用庫克薩優里語。這比例和其他澳洲原住民語言相比較為高。該語言最大的特色是，沒有左、右等相對方位詞。要表示方位的話，一定要用絕對方位。
庫克薩優里語有數個方言，例如Kuuk Thaayunth,、Kuuk Thayem跟Kuuk Thanon等等。但隨這該語言使用人數減少，各個方言間的差異趨小。